# Catharsis
Termenul de catharsis (Κάθαρσις) este derivat din cuvântul grecesc καθαίρειν (katharein), care semnifică a curăța, la rându-i derivat din kathares, care înseamnă pur, curat, fără pată. Conceptul este utilizat în discursul contemporan în context literar, religios, medical și al tradițiilor învățate.

## Contextul literar
În context literar, catharsis-ul este definit ca eliberare de pasiuni, purificare de emoții, în special de acelea de milă și teamă, în primul rând prin intermediul artei. Aristotel este cel care utilizează acest concept ca pe o metaforă în lucrarea Poetica, spre a descrie efectele tragediei asupra spectatorului. Filosoful grec afirmă că scopul tragediei este acela de a trezi catharsis-ul. În lucrarea Poetica, Aristotel utilizează același termen, definindu-l ca sentimentul de a fi posedat de un fel de inspirație în momentul ascultării unei melodii care trezește un fel de excitare de natură religioasă, prin care se obține starea de calm, ca și când auditorul ar fi supus unui tratament medical de purificare.

## Context religios și tradițional
În cadrul istoriei religiilor, comportamentul și regulile cathartice se înregistrează în diferite medii culturale, purificarea fiind o acțiune de îndepărtare a păcatelor. În tradiția Greciei Antice, evocarea acțiunilor cathartice este întâlnită în poezia homerică, în poemele lui Hesiod și în cultele misterelor de la Delphi și Eleusis. Ele se practicau în cadrul unor ritualuri cu scopul izbăvirii de păcate din punct de vedere spiritual și etic.

## Context medical
În contextul medical, catharsis are sensul de purgație și este strâns legat de perspectiva religioasă. Păcatele religioase și morale erau asociate în antichitate cu boala și pedeapsa. Pedeapsa era considerată un tribut survenit ca urmare a comportamentelor individuale sau colective ce constituiau o violare a legilor Zeului Naturii. În tragedia lui Sofocle, Oedip Rege, asupra cetății Theba se abate ciuma din cauza incestului săvârșit de Oedip.

## Perspectiva psihanalitică
Din perspectivă psihanalitică, termenul de catharsis a fost elaborat de către Breuer și Freud, fiind înțeles ca eliberare de sub o excitare anormală, prin stabilirea sau restabilirea asocierii unei emoții cu amintirea sau ideea evenimentului care a cauzat-o.